# برونون بندیگ
برونون بندیگ (انگلیسی: Brunon Bendig؛ ۶ اکتبر ۱۹۳۸ – ۱۵ سپتامبر ۲۰۰۶ (aged 67)) ورزشکار بوکس اهل لهستان بود.
وی در مسابقات کشوری و بین‌المللی در مجموع برندهٔ ۱ مدال نقره، ۱ مدال برنز شده‌است.